# Voir le pays du matin calme
Voir le pays du matin calme est un téléfilm français réalisé par Gilles de Maistre et diffusé pour la première fois le 23 septembre 2011 sur Arte.

## Synopsis
Docufiction mettant en scène six touristes français en voyage en Corée du Nord.

## Fiche technique
- Scénario : Christophe Graizon
- Musique : Armand Amar
- Montage : Jean-Paul Husson
- Pays :  France
- Durée : 89 minutes

## Distribution
- Patrick Azam : Patrick
- Audrey DeWilder : Audrey
- Laurent Gernigon : Laurent
- Aurélie Gourvès : Aurélie
- Simy Myara : Simone
- Maka Sidibé : Mahman